# Bucegi (Schiff, 1913)
Die Bucegi war ein 1913 gebautes rumänisches Frachtschiff. Ab 1916 diente sie als russischer Marinetransporter, wurde deutsche Beute und 1919 zurückgegeben. 1940 wurde sie von den Briten beschlagnahmt, 1947 nach Finnland verkauft und 1959 abgewrackt.

## Bau und technische Daten
Auf Bestellung der rumänischen Staatsreederei Serviciul Maritim Român baute die Grangemouth Dockyard Company im schottischen Greenock 1913 zwei Schwesterschiffe: Das erste Schiff wurde unter der Baunummer 338, das zweite unter der Baunummer 341 auf Kiel gelegt. Beim Stapellauf am 9. Juni 1913 erhielt es den Namen Bucegi nach dem Bucegi-Gebirge in den rumänischen Karpaten. Bereits am 20. Februar 1913 war das Schwesterschiff Carpați vom Stapel gelaufen.
Die Länge der Bucegi betrug 114,50 Meter, sie war 15,90 Meter breit und wies einen Tiefgang von 7,00 Metern auf. Sie war mit 4330 BRT bzw. 2800 NRT vermessen und hatte eine Tragfähigkeit von 7200 Tonnen. Der Antrieb bestand aus einer Dreizylinder-Dreifach-Expansionsmaschine von J. G. Kincaid & Co. aus Greenock, deren Leistung 321 nhp bzw. etwa 2050 PS betrug. Diese wirkte auf eine Schraube, der Dampfer erreichte eine Geschwindigkeit von 9,0 bis 9,5 Knoten. Die Besatzung bestand aus 38 Personen.

## Geschichte

### Rumänischer FrachterBucegi
Im September 1913 stellte die rumänische Reederei Serviciul Maritim Român die Bucegi in Dienst, Heimathafen wurde Brăila. Die Reederei setzte den neuen Frachter auf der Route zwischen dem Donaudelta und Rotterdam ein, auf der auch das Schwesterschiff Carpaţi sowie die București, Dobrogea und Turnu Severin verkehrten. Nach Beginn des Ersten Weltkrieges im August 1914 wurde die Verbindung eingestellt.

### Russischer Marinetransporter im Ersten Weltkrieg
Nach dem Kriegseintritt des Landes auf Seiten der Alliierten im Sommer 1916 verpachtete die Regierung die Bucegi im November zusammen mit weiteren Fracht- und Passagierschiffen an Russland. Während die Passagierschiffe zu Hilfskreuzern oder Flugzeugmutterschiffen umgerüstet wurden, setzte die russische Marine die Bucegi – die zunächst als Bucaci, dann als Transporter Nr. 150 bezeichnet wurde – für Transportaufgaben im Schwarzen Meer ein. Als im Mai 1918 deutsche Truppen Sewastopol besetzten, übernahmen sie mit den dort liegenden Schiffen auch die Bucegi. Bei ihrem Abzug im Dezember des Jahres gaben die Deutschen das Schiff auf, das anschließend an die Serviciul Maritim Român zurückgegeben wurde.

### RumänischeBucegiin der Zwischenkriegszeit
Nach Reparaturen nahm die Bucegi ihren Dienst wieder auf, ohne dass feste Routen zu erkennen sind: Anfang August 1922 kollidierte sie – ohne Ortsangabe – mit dem britischen Frachter Helmsloch, im Januar 1931 holte sie Kohle aus Gdynia, im Juli 1940 befand sich das Schiff in Port Said und im September des Jahres in Haifa.

### Britische Beschlagnahme im Zweiten Weltkrieg
In Haifa beschlagnahmen britische Behörden das Schiff. Die Beziehungen zwischen Großbritannien und Rumänien hatten sich im Juli 1940 durch die rumänischen Einschränkungen der internationalen Donauschifffahrt und den dort fahrenden britischen Binnenschiffen verschlechtert. Als Reaktion setzen die Briten die in ihrem Machtbereich befindlichen Schiffe – die Bucegi sowie die Tanker Oltenia und Romania – fest. Die Bucegi kam wieder frei, wurde am 19. September in Haifa aber endgültig festgesetzt und nach dem Kriegseintritt Rumäniens auf Seiten der Achsenmächte im Juni 1941 beschlagnahmt.
Die britischen Behörden unterstellten das Schiff dem Ministry of War Transport (MoWT), die es von der Counties Ship Management bereedern ließen. Das MoWT setzte die Bucegi unter Beibehaltung ihres Namens für Nachschubtransporte ein. Das Schiff verkehrte ab Januar 1941 zwischen Sues und Aden sowie von dort nach Colombo bzw. Lourenço Marques in Mosambik sowie zum Indischen Ozean und den Pazifik.

### Holztransporter in Finnland
Nach dem Zweiten Weltkrieg gab die britische Regierung das Schiff nicht an Rumänien zurück, sondern verkaufte den inzwischen verbrauchten Dampfer an die Aviation & Shipping Company in London. Diese ließ das Schiff bei Brigham & Cowan in South Shields überholen und verkaufte es nach Finnland. Die Eigner Finska Fiskeri A/B aus Helsinki und A/B R Nordstrom & Co aus Loviisa setzen das Schiff als Petsamo noch einige Jahre im Holztransport ein. Ab 28. November 1959 wurde der Dampfer in Savona abgewrackt.